# Cadret
Cadret é uma localidade do partido de Carlos Casares, da província de Buenos Aires, na Argentina. Possui uma população estimada em 214 habitantes segundo censo de 2010.